# Paulus Miki

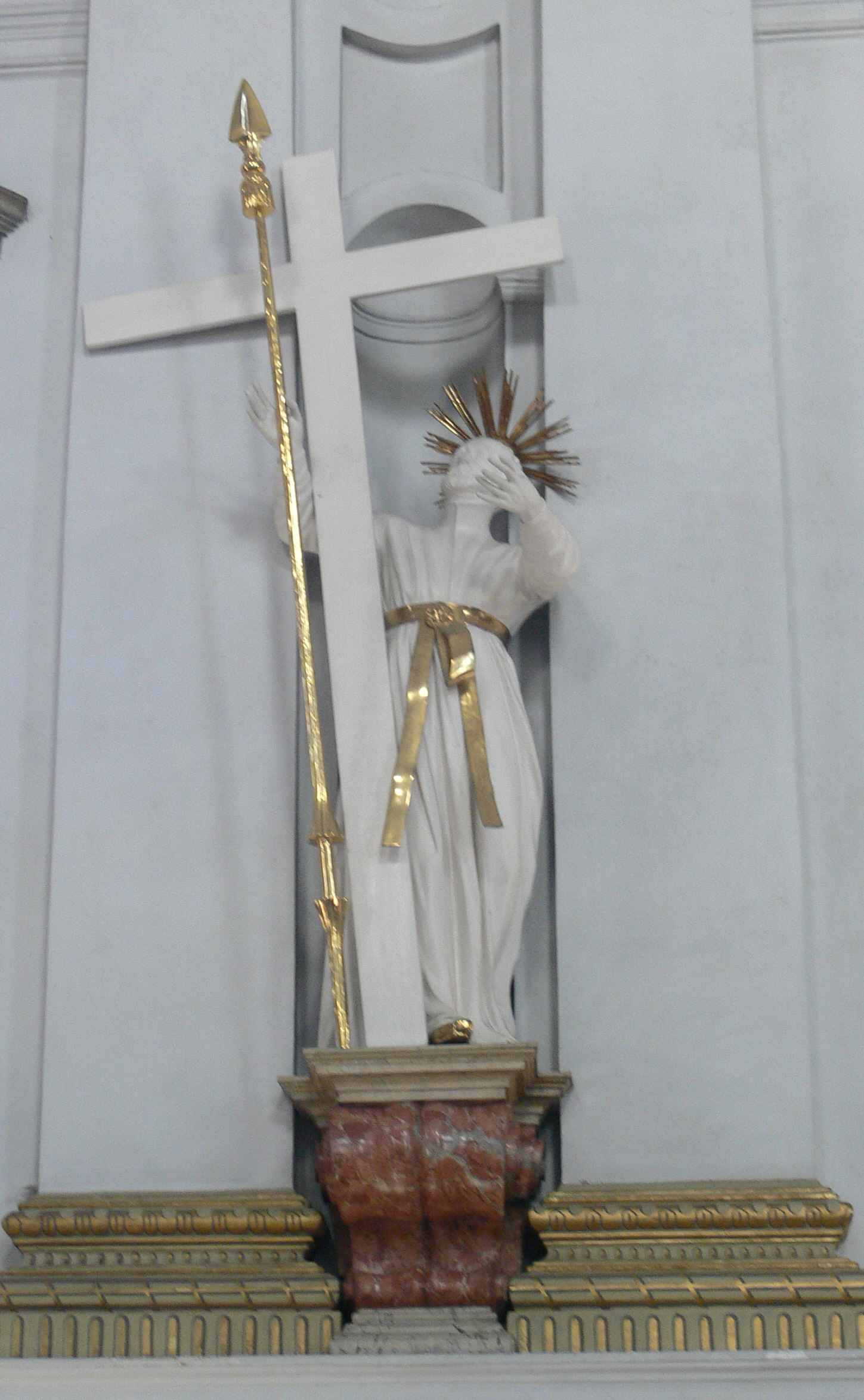
Paulus Miki

Paulus Miki S.J. (Japans: パウロ三木, Pauro Miki ; Kioto, circa 1565 - Nagasaki, 6 februari 1597) was een Japanse martelaar en is een heilige in de Rooms-katholieke Kerk.
Hij werd in Kioto (of Osaka) geboren als zoon van christelijke ouders. Op zijn 22e werd hij jezuïet en sloot zich aan bij de missie van de jezuïeten in Japan. Hij was een welbespraakte prediker en slaagde erin om aanhangers van het boeddhisme te bekeren.
In 1596 leed een Spaans schip, de San Felipe schipbreuk aan de Japanse kust. In de literatuur komt een versie voor, waarin de kapitein na de redding zou opgemerkt hebben dat de Spaanse koning het voornemen had Japan via het christendom te veroveren. Er zijn ook historici die aannemen dat dit verhaal verzonnen is om Toyotomi Hideyoshi de gelegenheid te geven de vracht van het schip in beslag te nemen en de opbrengst daarvan te gebruiken voor zijn Koreaanse campagnes. Het resultaat was wel dat het volgende jaar negen missionarissen – allen franciscanen – en zeventien Japanse christenen, waaronder Miki werden gekruisigd. Alle missionarissen kregen het bevel het land te verlaten. Het laatste werd tot 1614 overigens niet gehandhaafd. 
Ze worden als de eerste martelaren in het Verre Oosten beschouwd. Dertig jaar later werden ze zalig verklaard en op 8 juni 1862 verklaarde paus Pius IX (1846-1878) de 26 martelaren heilig.
Zijn feestdag, samen met die van zijn metgezellen, wordt volgens de algemene kerkelijke kalender gevierd op 6 februari, maar wordt in de Belgische kerkprovincie omwille van het feest van de H. Amandus verschoven naar 7 februari.